# Sistem de vot
Sistemele electorale sau sistemele de vot întâlnite în întreaga lume sunt strâns legate sistemele de partide din țara luată in considerare. Sistemele de vot reprezintă mecanismul prin care se selectează reprezentanții unei grupări cărora li se deleagă autoritatea de a-și reprezenta alegătorii și de a lua decizii în numele și pentru aceștia din urmă.
În cadrul democratic de analiză a procesului electoral se întâlnesc două mari tipuri de sisteme de vot: sistemul electoral majoritar și sistemul electoral cu reprezentare proporțională. În genere, sistemul electoral majoritar este întălnit în acele țări care prezintă democrații majoritariste (de exemplu Marea Britanie, SUA), iar sistemul electoral cu reprezentare proporțională este caracteristic țărilor care și-au organizat regimul politic conform unei democrații consensualiste (de exemplu Germania, Italia, Belgia).
Diferențele dintre cele două tipuri de sisteme electorale pot fi corelate așadar cu două interpretări majore ale procesului democratic. Una dintre ele, bazată pe logica deciziei eficiente, privilegiază ideea potrivit căreia, într-un sistem politic democratic, guvernarea se fundamentează pe exprimarea voinței majorității. Cealaltă, pornește de la o cu totul altă viziune în privința reprezentării politice. Conform principiului proporționalității, nu este suficient ca rezultatul alegerilor să reflecte prezența unei majorității, ci este necesară o inventariere cât mai fidelă a opțiunilor electorale, astfel încât minoritățile semnificative să nu fie dezavantajate.

## Sistemul electoral majoritar
Se organizează în circumscripții uninominale și prezintă următoarele caracteristici.
Sistemul electoral majoritar se numește și the winner takes it all sau first past the post, în sensul că acel candidat care obține cel mai mare număr de voturi, fie printr-o majoritate relativă fie printr-o majoritate absolută, câștigă cursa electorală, obținând toate mandatele puse în joc în circumscripția respectivă. Cei care pierd, deci, nu vor fi reprezentați, chiar dacă numărul lor depășește 50%. Acest lucru se poate întâmpla când regula câștigării este majoritatea relativă. De exemplu, Candidatul X obține în urma alegerilor 37% din opțiunile alegătorilor, fiind plasat pe primul lor în circumscripția uninominală respectivă. El va primi toate mandatele, chiar dacă 63% din totalul alegătorilor nu își regăsesc opțiunile reprezentate de Candidatul X.
Sistemul electoral majoritar este foarte competitiv, generând antagonismul părților. Nu se poate vorbi de o colaborare a partidelor sau a liderilor într-un astfel de sistem. Si pentru că majoritatea populației rămâne nereprezentată, sistemul este mai corect denumit: metoda pluralității sau cea mai mare majoritate.
O altă caracteristică a sistemului electoral majoritar este aceea că distorsionează rezultatele, suprareprezentând partidele mari care câștigă de obicei cursa electorală și subreprezentând partidele perdante, de obicei mai mici. Acest sistem încurajează teoria votului util: diminuează șansele unui partid mic deoarece raționamentul spune că un vot pentru un partid care nu are șanse să câștige cursa electorală este un vot irosit.
- Motto: "The winner takes it all"

## Sistemele electorale cu reprezentare proporțională (RP)
Sunt mai puțin competitive și generează coaliții de guvernământ, care sunt mai puțin eficiente, dar iau în considerare opțiunile întregului electorat.
Sistemele electorale cu reprezentare proporțională prezintă 3 forme distincte de organizare: Sisteme RP pe liste de partid, sisteme RP forma mixtă membru proporțională și sisteme RP cu vot unic transferabil.
Sisteme RP pe liste de partid: sunt caracteristice Europei de Vest și Europei Centrale și de Est. Alegătorii votează una din listele propuse de partide în circumscripții plurinominale, iar locurile se atribuie în funcție de procentele obținute. Redistribuirea resturilor se face prin metoda d’Hont. Distorsionare există și în cazul acestui sistem de vot și ea este dată de existența pragului de vot, implicit sau explicit (prin legislație). Pragul implicit se calculează conform formulei de calcul P= 75%:(M+1) unde M este magnitudinea medie a circumscripției.
Sistemele RP formă mixt membru proporțională este așa cum îi spune chiar denumirea o formă mixtă care combină listele de partid cu elemente ale sistemul majoritar. Fiecare alegător are la dispozitie 2 voturi: unul se acordă unei liste din cele propuse de partide și celălalt se acordă unui candidat la fel ca în sistemul majoritar. Resturile se atribuie după liste. Sistemul se poate întâlni în Germania unde 50% din candidați se aleg pe liste și 50% în circumscripții uninominale, sau în Italia unde ¾ se aleg prin metoda pluralității și ¼ pe liste.
Sisteme RP cu Vot unic transferabil este un sistem întâlnit în Irlanda și Malta. Alegătorii au în față liste propuse de partide. Ei aleg lista partidului care le reprezintă opțiunile și apoi, ordonează cu pixul candidații din lista respectivă.